# Кубок України з футболу серед аматорів 2014
Кубок України з футболу серед аматорських команд 2014 — 18-й розіграш Кубка України під егідою ААФУ.

## Учасники
У розіграші Кубка взяли участь 23 аматорських команди із 16 областей України і м. Києва.
| Команда              | Місто/село             | Область          |
| -------------------- | ---------------------- | ---------------- |
| «Авангард»           | м. Новоград-Волинський | Житомирська      |
| «Арсенал-Київ»       | м. Київ                | Київ             |
| «Балкани»            | с. Зоря                | Одеська          |
| ФК «Вінниця»         | м. Вінниця             | Вінницька        |
| «ВПК-Агро»           | с. Шевченківка         | Дніпропетровська |
| СКК «Демня»          | с. Демня               | Львівська        |
| «Євробіс-Агробізнес» | м. Київ                | Київ             |
| «Єдність»            | с. Плиски              | Чернігівська     |
| «Зарінок»            | с. Тисовець            | Чернівецька      |
| «Збруч»              | м. Волочиськ           | Хмельницька      |
| «Зоря»               | с. Білозір'я           | Черкаська        |
| «Ізотоп-РАЕС»        | м. Кузнецовськ         | Рівненська       |
| «Колос»              | смт Зачепилівка        | Харківська       |
| «Колос»              | с. Ковалівка           | Київська         |
| ФК «Коростень»       | м. Коростень           | Житомирська      |
| ФК «Малинськ»        | с. Малинськ            | Рівненська       |
| «Мир»                | с. Горностаївка        | Херсонська       |
| ОДЕК                 | смт Оржів              | Рівненська       |
| «Олімпік»            | смт Петриківка         | Дніпропетровська |
| МФК «Первомайськ»    | м. Первомайськ         | Миколаївська     |
| АФ «П'ятихатська»    | с-ще Володимирівка     | Кіровоградська   |
| «Таврія-Скіф»        | с. Роздол              | Запорізька       |
| «Торпедо»            | м. Миколаїв            | Миколаївська     |

## Перелік матчів

### Попередній етап
Матчі відбулися 13-27 серпня 2014 року.
| Команда 1         | Заг.    | Команда 2      | 1-й матч | 2-й матч |
| ----------------- | ------- | -------------- | -------- | -------- |
| «Зарінок»         | 1:4     | «Збруч»        | 0:3      | 1:1      |
| ФК «Малинськ»     | 2:3     | «Авангард»     | 1:1      | 1:2      |
| АФ «П'ятихатська» | 2:1     | «Арсенал-Київ» | 2:0      | 0:1      |
| «ВПК-Агро»        | 3:3 (ч) | «Таврія-Скіф»  | 2:0      | 1:3      |
| «Колос» З         | 2:3     | «Олімпік»      | 0:1      | 2:2      |
| ФК «Коростень»    | 3:2     | «Ізотоп-РАЕС»  | 2:1      | 1:1      |
| ФК «Вінниця»      | 0:2     | «Єдність»      | 0:2      | -:+      |

### 1/8 фіналу
Матчі відбулися 27 серпня — 10 вересня. 2014 року.
| Команда 1            | Заг. | Команда 2         | 1-й матч | 2-й матч |
| -------------------- | ---- | ----------------- | -------- | -------- |
| «Євробіс-Агробізнес» | 0:2  | ОДЕК              | 0:2      | -:+      |
| СК «Коростень»       | 2:4  | «Колос» К         | 1:3      | 1:1      |
| «Олімпік»            | 3:6  | «Зоря»            | 1:1      | 2:5      |
| «ВПК-Агро»           | 1:2  | «Мир»             | 1:0      | 0:2      |
| «Балкани»            | 7:1  | МФК «Первомайськ» | 3:1      | 4:0      |
| «Збруч»              | 1:2  | СКК «Демня»       | 0:2      | 1:0      |
| АФ «П'ятихатська»    | 13:3 | «Торпедо»         | 6:2      | 7:1      |
| «Єдність»            | 3:0  | «Авангард»        | 2:0      | 1:0      |

### Чвертьфінали
Перші матчі відбулися 1 жовтня, а матчі-відповіді — 8 жовтня.
| Команда 1         | Заг. | Команда 2   | 1-й матч | 2-й матч |
| ----------------- | ---- | ----------- | -------- | -------- |
| ОДЕК              | 0:1  | СКК «Демня» | 0:0      | 0:1      |
| «Єдність»         | 1:5  | «Колос» К   | 0:1      | 1:4      |
| АФ «П'ятихатська» | 5:3  | «Зоря»      | 3:0      | 2:3      |
| «Балкани»         | 1:2  | «Мир»       | 0:2      | 1:0      |

### Півфінали
Перші матчі відбулися 22 жовтня, а матчі-відповіді — 29 жовтня.
| Команда 1         | Заг. | Команда 2 | 1-й матч | 2-й матч |
| ----------------- | ---- | --------- | -------- | -------- |
| СКК «Демня»       | 1:0  | «Колос» К | 1:0      | 0:0      |
| АФ «П'ятихатська» | 1:0  | «Мир»     | 0:0      | 1:0      |

### Фінал
Перший матч відбувся 2 листопада, а матч-відповідь — 9 листопада.
| Команда 1         | Заг. | Команда 2   | 1-й матч | 2-й матч |
| ----------------- | ---- | ----------- | -------- | -------- |
| АФ «П'ятихатська» | 3:1  | СКК «Демня» | 1:0      | 2:1      |

| Володар Кубка України серед аматорів 2014 |
| ----------------------------------------- |
| АФ «П'ятихатська» Уперше                  |